# JWH-051
JWH-051 هو دواء مسكن وهو ناهض للقنب. يرتبط هيكلها الكيميائي ارتباطًا وثيقًا بتركيب ناهض القنب القوي HU-210 ، مع الاختلاف الوحيد هو إزالة مجموعة الهيدروكسيل في الموضع 1 من الحلقة العطرية. تم اكتشافه وتسميته على اسم جون دبليو هوفمان.
يحتفظ JWH-051 بتقارب كبير لمستقبل CB1 ، ولكنه ناهض أقوى بكثير لـ CB2 ، بقيمة Ki تبلغ 14 نانومتر عند CB2 مقابل 19 نانومتر في CB1. كانت واحدة من أولى الروابط الانتقائية لـ CB2 التي تم تطويرها ، على الرغم من أن انتقائها لـ CB2 متواضعة مقارنة بالمركبات الأحدث مثل HU-308.
كما أن له تأثيرات مشابهة لمنبهات القنب الأخرى مثل التخدير والتسكين ، ولكن مع ذلك فتأثيره كمضاد للالتهابات قوي نسبيًا بسبب نشاطه القوي في CB2. 